# Ploske, Znameanka
Ploske (în ucraineană Плоске) este un sat în comuna Dmîtrivka din raionul Znameanka, regiunea Kirovohrad, Ucraina.

## Demografie
Componența lingvistică a localității Ploske
     Ucraineană (97,84%)
     Maghiară (1,62%)
     Alte limbi (0,54%)
Conform recensământului din 2001, majoritatea populației localității Ploske era vorbitoare de ucraineană (97,84%), existând în minoritate și vorbitori de maghiară (1,62%).